# حاجي أباد (خسرو أباد)
حاجي أباد (بالفارسية: حاجی‌آباد) هي قرية تقع في إيران في قسم خسرو أباد الريفي. يقدر عدد سكانها بـ 59 نسمة .